# Єжи Крупський
Крупський Єжи (Юрій, Георгій лат. Crupski Georgius, Krupski Georgio; пол. Krupski Jerzy, Jędrzey (1472 — 1548) — руський шляхтич Королівства Польського, дипломат, воєначальник, урядник, християнський релігійний діяч. Власник нерухомості й великих за обсягом земель (латифундій) у Червоній Русі, нащадок маєтків Крупе й Орхово. Сенатор (магнат), каштелян м. Белз 1509 р., каштелян м. Львова у 1515 р., белзький воєвода в 1533 р. Єжи Крупський був першим відомим предком гербу «Корчак».

## Життєпис
- У 1472 р. — народився у маєтку Орхов поблизу Орховека (власники Ян, Станіслав Кристоф, Миколай Крупські) або у Собєборі (власники Олєхно, Сєнко та Вашко Крупські) на Холмщині Червоної Русі (з Акту XIX про розмежування Крупе й Орхова від Собєбору 1466–1470 рр.)[9].
- У 1486—1490 р. — перебував в оточенні Яна Ольбрахта в Русі[11].
- У 1491–1492 рр. — у битві з угорцями під м. Кошиці та м. Пряшів (нині — у Словаччині) спас короля Яна-Ольбрахта у бою віддав йому свого коня й меч під час переслідування ворога[11].
- У 1492 р. в селищі Крупе на Холмщині збудував замок Крупе в селищі Крупе[12][13], який зберігся з тим селищем донині. Брав участь у битві проти Угорщини біля м. Кошиці й м. Пряшева (нині — у Словаччині) в 1491—1492 р. Володів великою власністю в Червоній Русі. Власним коштом реставрував замки міст Холма та м. Белза. Був вельможею[14] та радником королів Яна I Ольбрахта (король Польщі 1492—1501 рр.) і Сигізмунда I Старого (король Польщі 1506—1548 рр.).
- 29 серпня 1502 р. — від Олександра Ягеллончика отримав привілей на викуп Холмського войтовства з рук Павла Каменецького[15][16].
- У 1504 р. — староста Белза, королівський дворянин, ротмістр кінноти; депутат від Белзького воєводства на сеймі у Петркуві з 21 січня до 13 березня[17]
- У 1507 р.:
  - сприяв спорудженню у стилі пізнього бароко католицької церкви в містечку Орховек за назвою «святого Івана V Милостивого» для церковної парафії, що існує і нині, храм «Божої Матері Утішительниці». У 1610 р. він належав монахам Августинцям, з 1947 р. належить Ордену братів менших (Капуцинів). Надав міське право містечку Орхово, володарем якого також був.
  - одружився з Беатою Бучацькою — донькою руського воєводи Якуба[b] Бучацького (дружина померла передчасно)[11][18]
- 1502–1507 р. — за військові заслуги отримав староство м. Холм (1502—1505, 1519—1521) і м. Белз (1502—1519)[18], м. Городок (1502—1534), м. Грубешів[19][17];
- 1508 р. — став каштеляном міста Белза (1509)[18];
- 1509 р. — канонік в м. Львові;
- Посол Польщі, комісар (депутат) дипломатичної служби короля Сигізмунда I при отриманні присяги вірності від Господаря Валахії (Молдавії) Богдана III[20][21] для підписання торгово-економічних відносин після поразки молдавських військ на р. Дністер у 1509 р.; брав участь у мирних перемовинах в Кам'янці-Подільському[11] (у складі делегації з Яном Лаським, Станіславом Ходецьким, Петром Томіцьким), що завершилося 23 січня 1510 р. Мирною угодою між польським королем Сигізмунтом І та молдавським господарем Богданом III через заступництво угорського короля Владислава II[22][23][24][25].
- 1510 р. — староста м. Белз (лат. Crupski Georgius capitaneus Belzensis)[5];
- 1511–1512 рр. разом з Подільським воєводою Отто Ходецьким, шляхтою Королівства Польського, каштелян і староста Белзький пан Юрій (Єжи) Крупський був відправлений на «вальний сейм» Великого князівства Литовського у м. Вільнюсі до «панів ради» з особливим королівським посланням у справі спільної організації військової оборони «в небезпечний час» та відновлення унії Корони з Литвою[26][4].
- 7 грудня 1512 р. — учасник надання Привілею на катедральному капітулі Вармії у Пйотркуві для права короля Польщі обирати 4 кандидати з уродженців Королівської Прусії на посаду католицького єпископа[6];
- 1513–1515 р. — каштелян м. Белз (1508—1515) і м. Львова (1512—1533)[18][17];
- 1513 р. — посол короля на весіллі молдавського Господаря Валахії Богдана III;
- 1514 р. — посол короля до султана Османської Туреччини Селіма I Грізного (1467—1520), підписав із ним «Трирічний Договір»;
- 1515 — посол до Молдавії[18];
- 1517 р. — посольство львівського каштеляна Єжи Крупського до Молдавського князівства до Штефана IV (за участі в делегації, зокрема, Станіслава Лянцкоронського[27]);
- 1518 р. — канонік м. Кракова й м. Белза; реставрував за власний кошт замки м. Холм й м. Белз.
- Керував староствами у м. Сокаль (від 24 червня 1502 р. до 24 червня 1519 р.) та м. Ратне (існуючі населені пункти і нині в сучасній Україні). У 1519 р. отримав королівський документ «Консенсус» на отримання староства м. Белз й м. Сокаль для заступника шляхтича Анджея Тенчинського (воєводи краківського)[28];
- 1525 р. — від імені Польщі підписав перемир'я з князями Померанії (Помор'я): Між братами сумісно керуючими Померанське герцогство Георгом I і Барнімом IX та опікуном над їх герцогством в суперечці з Бранденбурзьким маркграфством Зігмунтом I (їх дядечком)[29] на сеймі «Пьотркувськім».
- 1533 р. — став белзьким воєводою (1533—1534) після Яна Тенчиньського (воєводи руського)[18][17]; згідно номінації № 92 короля Сигізмунда I Старого 7 квітня 1533 р. у Кракові звільнив посаду львівського каштеляна на користь Станіслава Одровонжа[14][30].
- 1493–1548 рр. — був у складі Комісії Польської Корони з приводу кривд литвинів Великого князівства Литовського на Руській землі[31][32].

## Родина
При розмежуванні дідичного володіння від Собібору в 1466—1470 р. згадуються брати Ян, Станіслав, Миколай, Олехно, Сенько і Вашко дідичі Орхова й Крупе. Адам Бонецький  припускав, що для когось з них Єжи Крупський є сином.

### Шлюб та діти
Від 1507 р. першою його дружиною була Беата Бучацька, дочка воєводи Якуба Бучацького з Підгайців, яка передчасно померла.
Його другий шлюб був зі шляхетною Малґожатою (родова маєтність — Розвади пол. Rozwady; шлюб — 1515 року). Записав їй у заповіті всі свої маєтності, що викликало незадоволення швагра Якуба Бучацького, який мав намір скасувати цей заповіт. Діти:
- Станіслав (мав стати городельським старостою, але помер, уряд посів Ян-Амор Тарновський[34]);
- Ян;
- Ієроним;
- Кшиштоф (Ян-Амор Тарновський у 1547 році передав йому Городельське староство[34]);
- Януш.

## Зауваги
1. ↑  у 1507 р. разом із Єжи Крупським згадується брат "Chrystian" як «дідичі Влодавської маєтності», Орхово
2. ↑  в  Польському Словнику Біографічному помилково вказано Яна
3. ↑  Популярний польський генеалогічний сайт Марека Мінаковського подає іншу дату — близько 1490 року; див.: Jerzy Krupski z Krupego h. Korczak (ID: 12.527.11) (пол.)